# Belina (herb szlachecki)

Herb Belina w wersji średniowiecznej

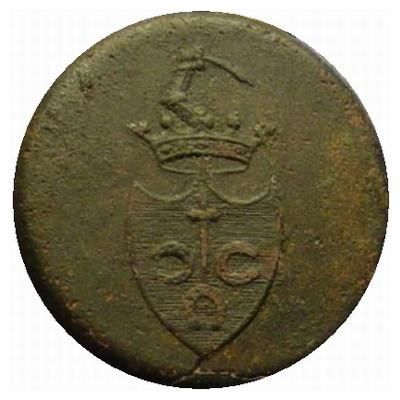
Guzik herbowy

Belina (Beliny, Bilina, Bylina, Byliny) – polski herb szlachecki.

## Opis herbu
Opis zgodnie z klasycznymi regułami blazonowania:
W polu błękitnym między dwiema podkowami srebrnymi zwróconymi do niego barkami miecz srebrny ze złotą rękojeścią obrócony w górę (czasami ze srebrnym ćwiekowym krzyżem). Ostrze miecza wbite w trzecią podkowę srebrną ocelami w dół.
W klejnocie ramię zbrojne złote z tym samym mieczem.

W polu błękitnem trzy podkowy srebrne barkami do siebie, a ocelami ku bokom i dołowi tarczy; na środkowej utkwiony miecz prosty niemiecki. Nad hełmem w koronie ręka w złotej zbroi ze wzniesionym mieczem.

Pierwotnie zamiast miecza był krzyż kawalerski ćwiekowy. Najwcześniejsza wersja Beliny miała pole czerwone a podkowy złote.

## Najwcześniejsze wzmianki
Początek herbu niewiadomy. Najstarszy wizerunek pieczętny z 1447 roku.

## Herbowni
Lista herbownych sporządzona została na podstawie wiarygodnych źródeł, zwłaszcza klasycznych i współczesnych herbarzy. Należy jednak pamiętać o możliwości przypisywania rodom szlacheckim niewłaściwych herbów. Szczególnie często zjawisko to występowało podczas legitymacji szlachectwa przed zaborczymi heroldiami, co następnie utrwalane było w wydawanych kolejno herbarzach. Pełna lista herbownych nie jest możliwa do odtworzenia także z powodu zniszczenia, względnie zaginięcia wielu akt i dokumentów w czasie II wojny światowej (tylko podczas powstania warszawskiego w 1944 roku spłonęło ponad 90% zasobu Archiwum Głównego Akt Dawnych w Warszawie). Identyczność nazwiska nie musi oznaczać przynależności do danego rodu herbowego, przynależność taką mogą bezspornie ustalić jedynie badania genealogiczne (często te same nazwiska były własnością wielu rodzin reprezentujących wszystkie stany dawnej Rzeczypospolitej, tj. chłopów, mieszczan, szlachtę).
Bardziełowski, Barzymowski, Belina, Belinowicz, Benedyktowicz, Bielejewski, Bielinowicz, Bieniuszewicz, Bogusławski, Bordzikowski, Bordziłowski, Borkowski, Borysław, Borysławski, Borzym, Borzymowski, Brwinowski, Brzeznicki, Brzozowski, Buka, Bukont, Byczkowicz, Bylin
Chlewicki, Chlewiński, Chwalęcki, Czechowski.
Dusza.
Falęcki
Galewski, Golaniewski, Goleniewski, Goleniowski, Golianiewski, Golijaniewski, Gólczewski, Grocki, Grodski, Grodzki, Gruszczeński, Gruszczyński, Gruszecki, Gulczewski.
Harbuz
Jaszczółtowski, Jaszczułtowski, Jaworski.
Kadłubowski, Kaptur, Kęcierski, Kędzierski, Kędzierzyński, Kolędowski, Kolzan, Kołwzan, Konotopski, Koszko, Kotkowski, Kraska, Kraśko, Krupiński.
Leszczyński, Lichowski, Lochowski.
Łochnowski, Łochowski, Łojewski, Łojowski.
Miastkowski, Milęcki, Młochowski, Młynarski, Modzelewski.
Nadroski, Narapiński, Naropiński, Niałecki, Nowoszyński.
Okoń, Okuń, Orzeszkowski, Ossowski, Ostrowski.
Parzniewski, Parzniowski, Piotrkowicz, Piotrowicz, Piotrowski, Podgórski, Podhorecki, Podhorodecki, Podleśny, Podorecki, Pogórecki, Ponikowski, Porudeński, Porudyński, Porudziński, Pożarowski, Prażmowski, Proskowski, Pyrski.
Rachowski.
Sadkowski, Sangrocki, Sarbiński, Satkowski, Sczytnicki, Sekucki, Sempelborski, Sękucki, Siekuć, Skarbiński, Skup, Skupieński, Skupiewski, Skupiński, Stanięta, Starzechowski, Stawski, Studziński, Sudziński, Suski, Szczytnicki, Szpakowski.
Tabulski, Taraniewski, Taranowski, Tarapowski, Telatycki, Tęgoborski, Tomkiewicz.
Wagrowski, Wandrowski, Wągroski, Wągrowski, Weiss, Wengierski, Węgierski, Węsierski, Wielicki, Wierciechowski, Wierciochowski, Wolski.
Zalutyński, Zawadzki, Zawirski, Zdanowski, Zdunowski, Zeligowski.
Żeligowski.

## Pochodzenie Belińczyków
Długosz podaje, że: herb ten wywodził się od Jastrzębca i z dawna był w Polsce nabyty, z tezą tą nie zgadza się Żernicki. Ciekawą hipotezę postawił Franciszek Piekosiński, twierdząc że Belina jest późniejszą odmianą herbu Czewoja.
Legendę rzekomego pochodzenia rodu Belinów przedstawił Adam Amilkar Kosiński, pisząc:

Ród Belinów należy do najdawniejszych Czeskich i do tych, między które Czechja przed swojem zjednoczeniem przez dynastję Przemysławów rozdzieloną była; gniazdową jego posiadłością był gród i powiat Beliny, a potęga tak wielką, że z swemi władzcami niejednokrotnie krwawe staczał boje, udało mu się nawet chwilowo opanować najwyższą, władzę w swojej ojczyźnie, a to gdy możnowładzcy Czescy usunąwszy k. r. 880 Borzywoja Przemysławowicza, powołali na tron Stomira Belińczykm, poprzednio wraz z bratem Suchosławem, wygnanemu do Bawarji za bunt podniesiony przeciw Hostywitowi ojcu Borzywoja – niedługo przecież cieszył się berłem Stomir, bo już po dziewięciu miesiącach władzy, trapiony wojną przez stronników Borzywoja, a poddanych zraziwszy nieświadomością ich języka, którego zapomniał przez długi pobyt w Niemczech, ustąpił dobrowolnie z tronu; Kronikarze Czescy dodają, że Stomir miał nawet niejakie prawo do najwyższej władzy, gdyż był spokrewniony z dynastią Przemysławów – jego bowiem pradziad Biwoy, zaslubił Biłę, córkę Kroka władzcy Czeskiego, a siostrę Libussy żony Przemysława, protoplastę panującej dynastji.
Ustąpienie Stomira z kraju, uiezłamalo potęgi Belińczyków, pozostali bowiem przy swym grodie Belinie, brali tytuł hrabiów i dzierżyli najwyższe dostojności ojczyzny, ale też jak prawie wszyscy ówcześni możnowładzcy Czescy należeli do zaciętej opozycyi przeciwko swoim władzcom i wchodzili w buntownicze przeciwko nim stosunki z Cesarzami niemieckiemi – dopiero w r 1041 Brzetysław I, jak innych panów tak stanowczo złamał potęgę Belińczyków, obwiniwszy bowiem ich Naczelnika Hetmana Prokopa, o zdradzieckie przepuszczenie do Czech wojsk Cesarza Henryka III, ukarał go wyłupieniem oczu i śmiercią, a gdy rozjątrzeni krewni i domownicy potępionego zaczęli burzyć się, skonfiskował ich majętności, a między innemi gniazdową Belinę,-kilku osadził w więzieniu lub życia pozbawił, a resztę bannitował z kraju.
Wyrugowani z ojczyzny Belińczykowie, jak ich współziomkowie Okrzyce, Odrowąże, Poraje i Rawiczanie, znaleźli przytułek w Polsce, a opatrzenie w hojnych nadaniach na Mazowszu, głównie w ziemi Czerskiej, pierwszym z nich, o którym kronikarze nasi wzmiankują, był Żelisław, Wojewoda Hetman i jeden z najdzielniejszych wodzów Bolesława Krzywoustego, doświadczony w wielu okazjach wojownik, otrzymał w 1104 r. naczelne dowództwo w wyprawie przeciwko Jaropełkowi Księciu Morawskiemu, a gdy w jednej z bitew utracił prawą rękę Bolesław wynagrodził go szczerozłotą, umarł 1020 r. pierwszym dostojnikiem kraju bo kasztelanem Krakowskim; Paprocki daje mu syna Komera Bolesława v. Borysława, dodając, że ten Borysław zostawił kilku synów, a między innymi Komesa Jarosława w 1199 r., i że od tych Borysławiejów pochodzą wszystkie domy w Polsce, herb Belina biorące.